# Estació d'Algímia d'Alfara
Algímia d'Alfara és una estació de la línia C-5 de la xarxa de Rodalies Renfe de València situada al sud-oest del nucli urbà d'Algímia d'Alfara a la comarca del Camp de Morvedre de la província de València. L'estació forma part de la línia Saragossa-València.
| Procedència/Destinació     | <                                  | Línia | >       | Procedència/Destinació |
| -------------------------- | ---------------------------------- | ----- | ------- | ---------------------- |
| Rodalies València de Renfe |                                    |       |         |                        |
| València-Nord Sagunt       | Estivella - Albalat dels Tarongers | C-5   | Soneixa | Caudiel                |